# 案山柳星君祠
案山柳星君祠，舊名柳星廟，台灣澎湖縣廟宇，位於馬公市案山里，主祀柳星君，隸屬東西澳的祠廟。

## 沿革
柳星君祠位於案山里，原乃奉祀案山社鄉賢林德全的祠廟。林德全生卒年不詳，根據〈柳星廟重建碑誌〉所述，光緒年間（1875年至1895年）林德全活躍於臺灣縣澎湖廳，為當時案山北極殿武壇舉足輕重的大法師，早年因醫藥不普及、醫學也不發達，平民百姓若有生理病痛、疑難雜症，往往請教神明指示，林德全時為北極殿乩身，常常替百姓配藥解籤，不少人因此痊癒，因此獲得案山里民尊敬。
林德全身故後，案山居民有感林氏無子，身後沒有香火供奉，決議在案山北極殿之後方（東南側）起建小祠，供奉林氏的神牌報其恩德，但最初該祠並無廟名，僅知亦有些無主的神像一同安放祠中。後因案山北極殿玄天上帝顯靈降世，指派柳星君來這間小祠廟駐蹕，此祠廟被正式定名「柳星廟」，並以「柳星君」為廟宇鎮殿主神，惟改祀年份不詳。
民國81年（1992年），澎湖縣政府徵收土地、擴建道路，柳星廟因此被迫拆除遷移。時逢案山里民歐謝桂蘭捐獻廟地，柳星君祠遂於同年農曆四月初十動土興工，委由里民吳通壽（澎湖傳統建築匠師）設計廟宇建築，歷時三月餘，總計斥資新台幣86萬元整，順利於農曆七月中旬間落成，今址位於澎湖205號縣道路上，即為現貌。

## 圖輯

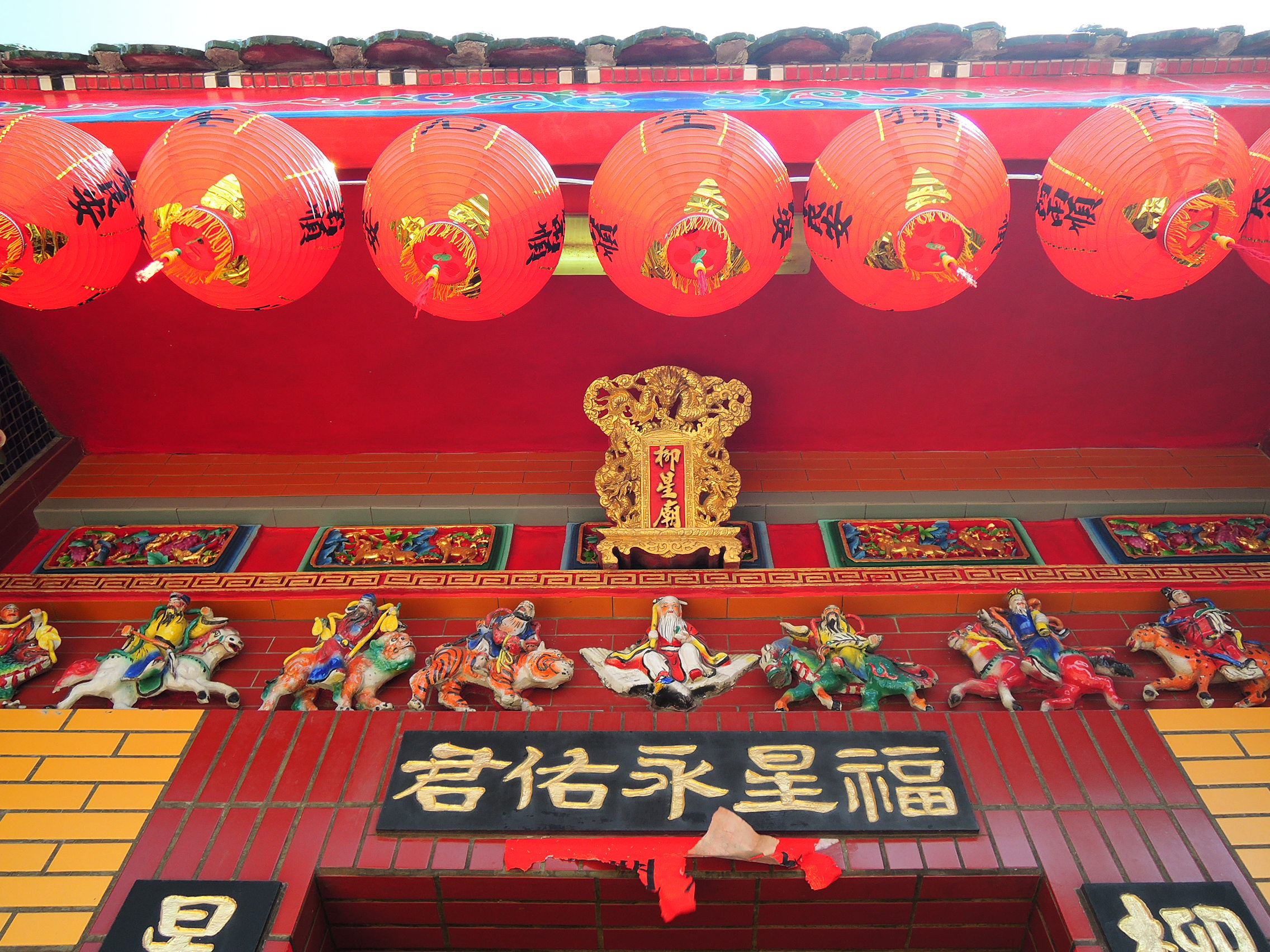
聖旨牌
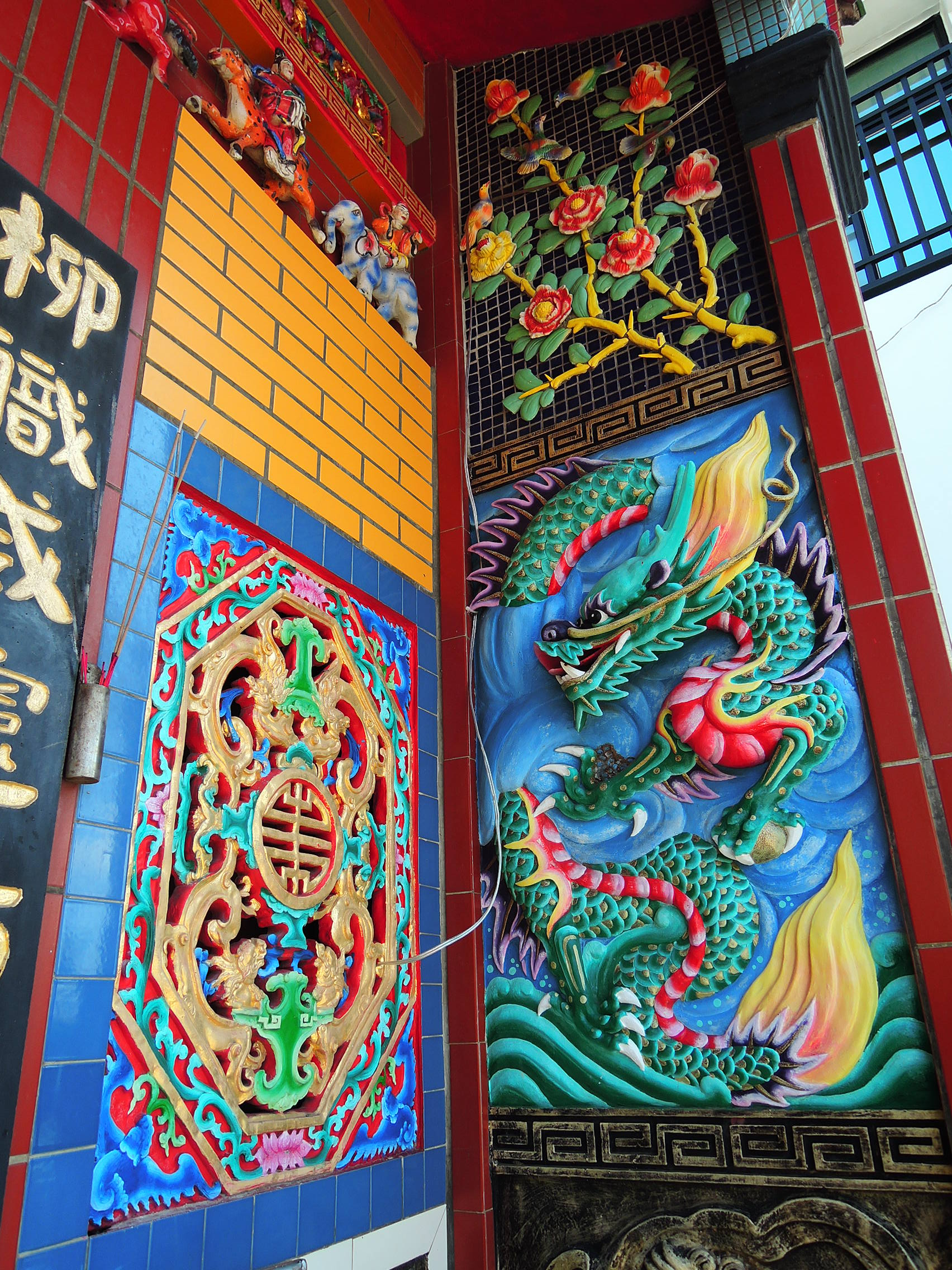
龍邊牆堵
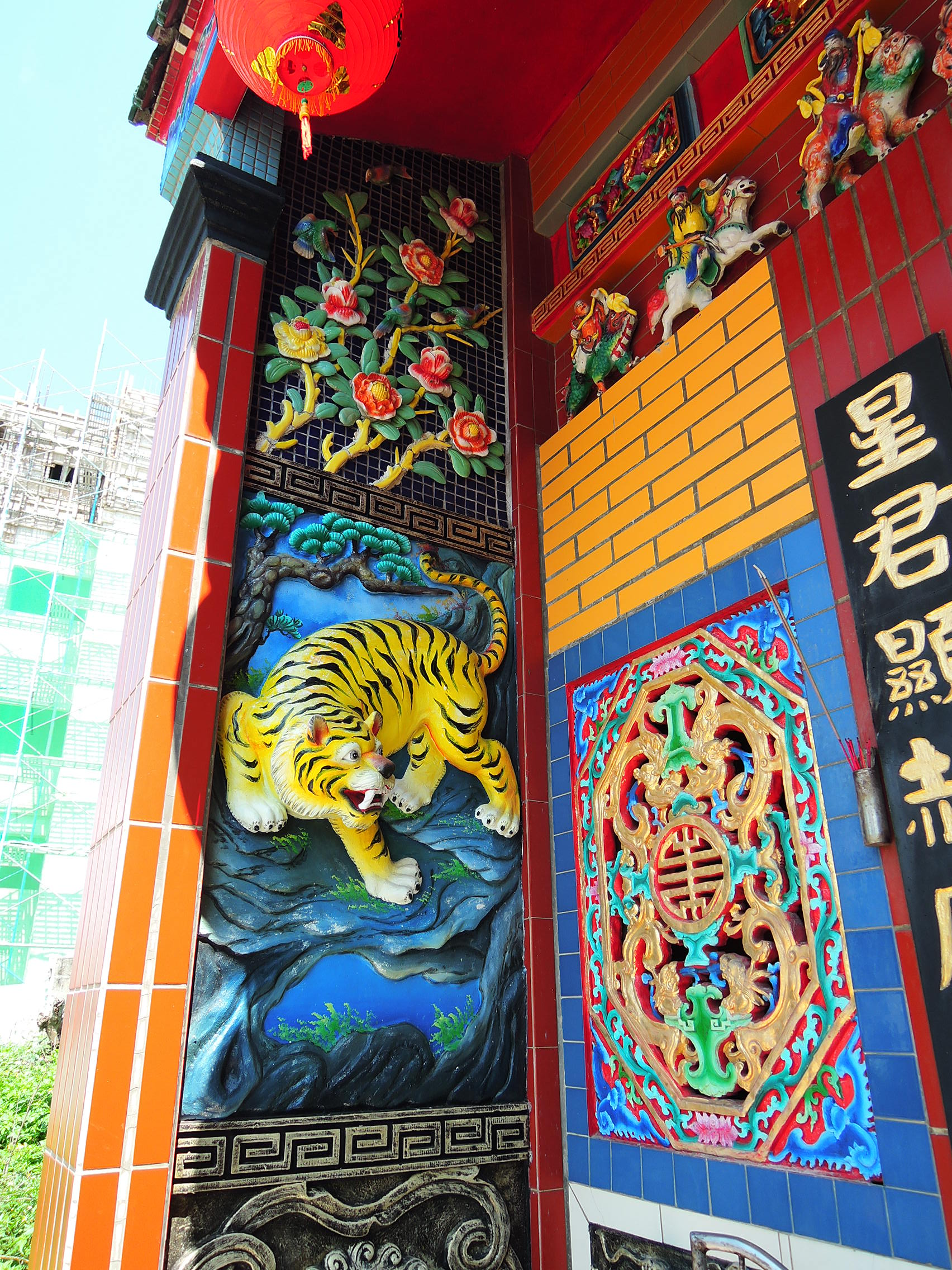
虎邊牆堵
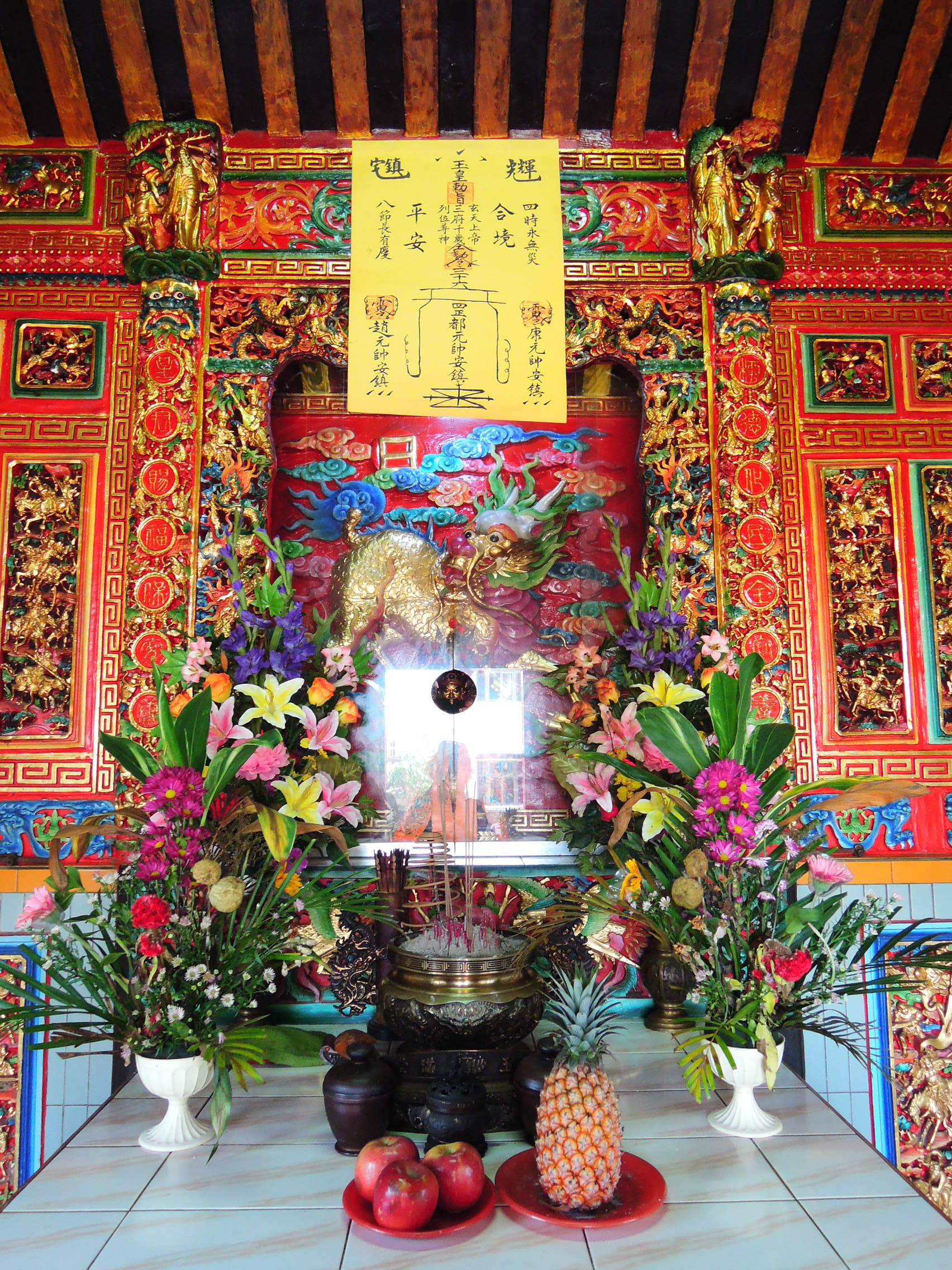
神龕、大符
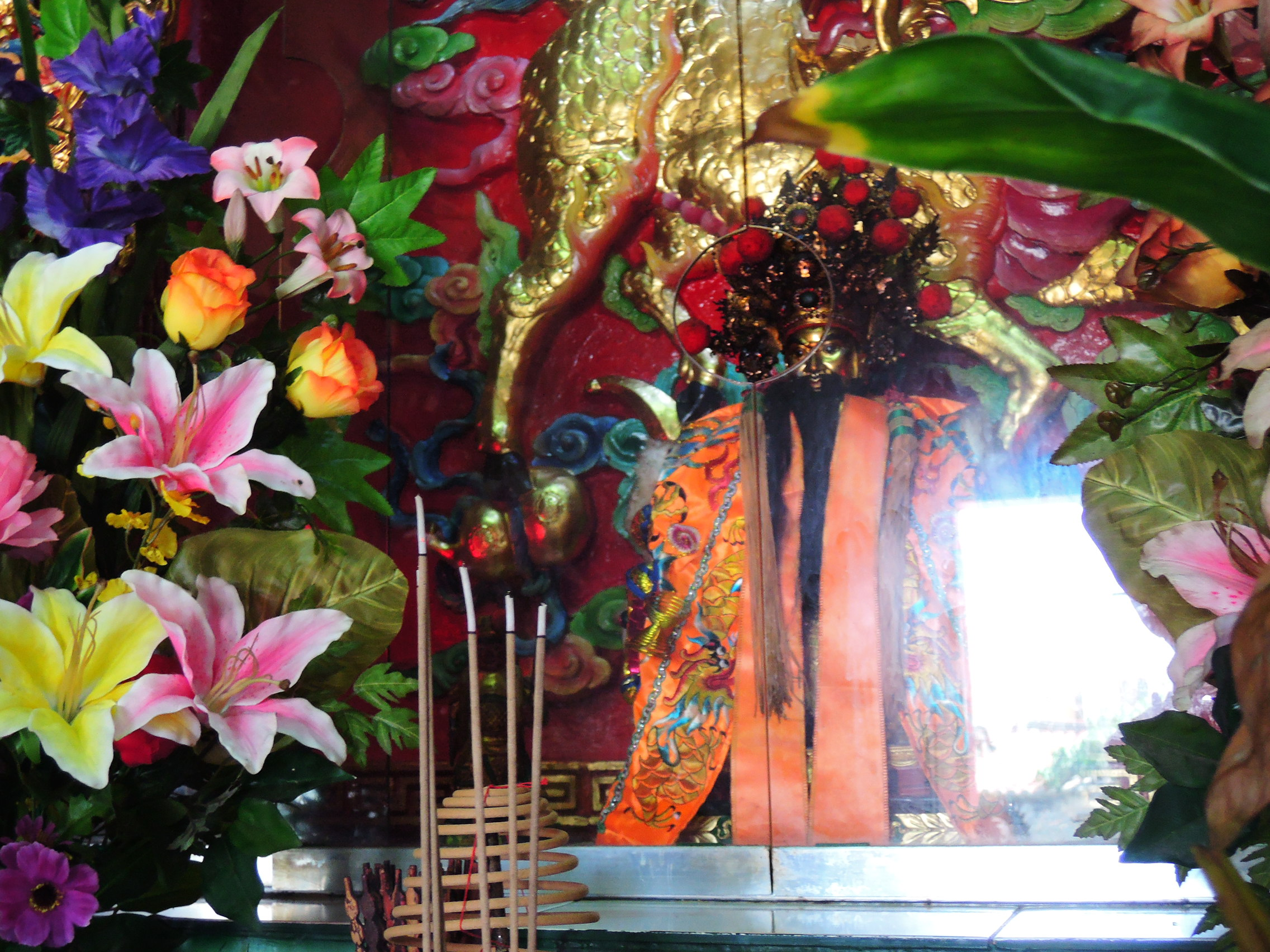
柳星君神像
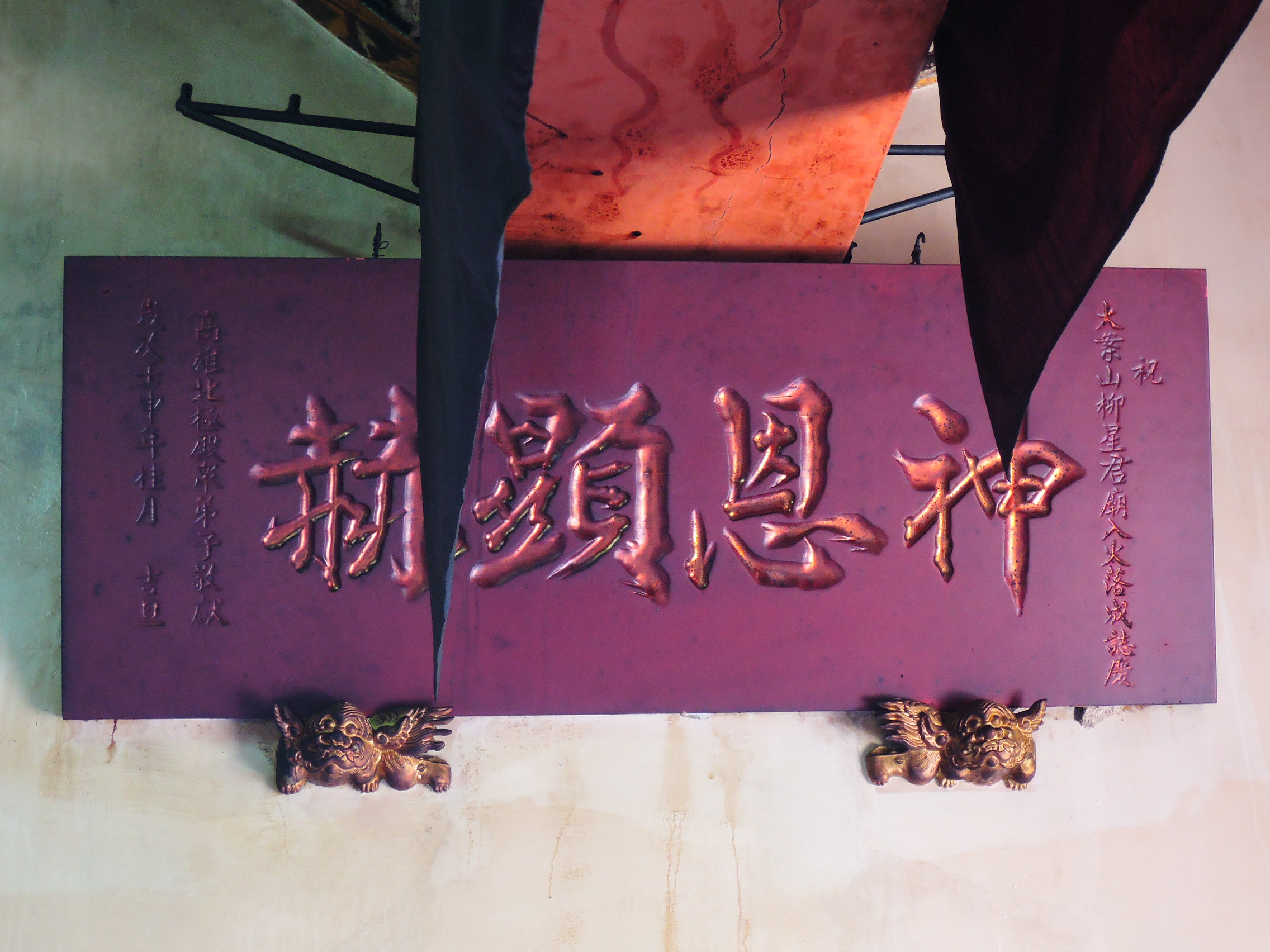
神恩顯赫匾
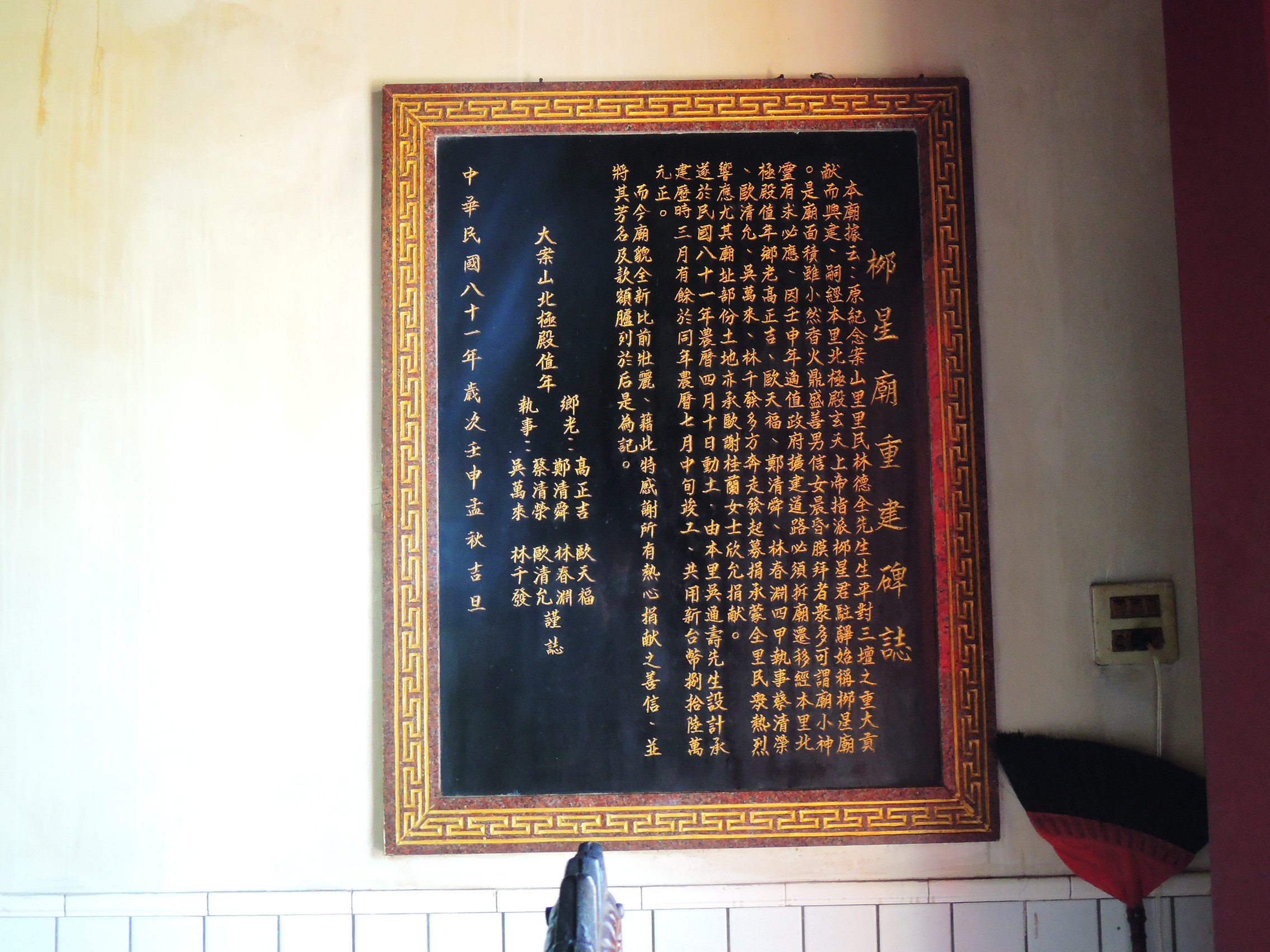
重建碑誌（1992年）